# 埃塞克斯 (蒙大拿州)
埃塞克斯（英語：Essex）是美國蒙大拿州弗拉特黑德郡的一個非建制地區。埃塞克斯位於蒙大拿州西北部。其面積為0.54平方英里（1.40平方公里），海拔高度為1,182公尺（3,878英尺）。
埃塞克斯（最初的名稱為沃爾頓）以英格蘭的一個郡命名。其原本是1890年大北方鐵路主要幹線上的一個小鎮。